# Девдорацький льодовик
Девдора́цький льодови́к (груз. დევდარაკი) — долинний льодовик на Кавказі, розташований на північно-східному схилі гори Казбек. Знаходиться, головним чином, в межах Казбезького муніципалітету Грузії на державному кордоні з Росією. Завдовжки сягає 7,2 км, завширшки 300 м, площа льодового покриву становить 4,1 км². Нижній край льодовика знаходиться на висоті 2257 м. Належить до активних льодовиків, відомих потужними серджами (обвалами).

## Опис

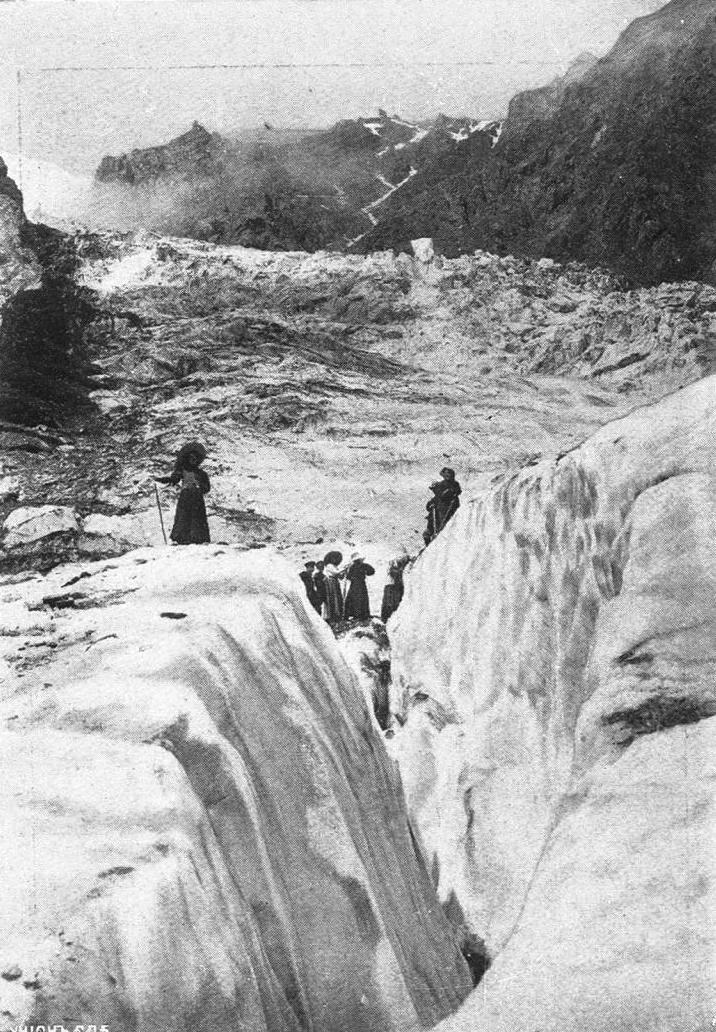
Тріщина на поверхні льодовика (фото 1913 року).

В межах Кавказьких гір Девдорацький льодовик поступається розмірами іншим, однак серед льодовиків, що вкривають Казбек, він найбільший. Джерелом його живлення є фірнові поля, розташовані на північ від гірської вершини. Льодовик складений трьома відгалуженнями, які починаються близько одне від одного. Найбільше з них, північне, у довжину перевищує 1 км, а завширшки сягає 320 м. Основна частина льодовика (без фірнових полів) витягнута із заходу на схід приблизно на 1700 м, при цьому маючи ширину до 400 м. Похил верхньої частини крижаного щита сягає 50°, нижньої — 23°. Поверхня Девдорацького льодовика так сильно пересічена тріщинами і льодопадами, що в багатьох місцях є непрохідною. Крім того, його нижню частину вкриває морена, матеріал якої складає каміння середнього розміру, поміж яким трапляються уламки завбільшки 8—10 м. Нижній край льодовика утворює вузький і дуже крутий язик, з якого весь час падає каміння.
Девдорацький льодовик дає початок малій річці Девдоракі, яка зливається з Чачею, що витікає з Чацького льодовика, і впадає в Терек. У долині Девдоракі знаходять прихисток кавказькі козли. Також поблизу льодовика знаходиться Дар'яльська ущелина, яка здавна є північним форпостом на кордоні між Грузією та Північною Осетією. Через неї прокладена Воєнно-Грузинська дорога. Сам льодовик є об'єктом туризму, на нього сходять підготовлені альпіністи.

## Обвали
Девдорацький льодовик відомий серджами — обвалами криги і зрушеного нею ґрунту, які часто перекривають рух Воєнно-Грузинською дорогою. Найбільші з них сталися у 1776, 1808 і 1832 роках, причому останній вирізнявся грандіозним масштабом. 13 серпня 1832 року о 4-й годині ранку величезна маса льоду і каміння впала в ущелину, утворивши завал завдовжки 2 км і заввишки 100 м. Ця природна дамба на три дні перекрила течію Терека. Після того, як накопичена вода прорвала перепону, вона розмила дорогу на відстані декількох кілометрів і винесла з долини Терека так званий Єрмоловський камінь — один з найбільших у Східній Європі валунів вагою 1500 т. Рух Воєнно-Грузинською дорогою вдалося відновити тільки через два роки, а вся маса криги розтанула лише через сім років. Після нього ставалися й інші зсуви, останній великий відбувся у 2014 році, коли Терек перекрили 5 мільйонів кубометрів криги й каміння (висота завалу становила 15—20 м), внаслідок чого була підтоплена Воєнно-Грузинська дорога й ушкоджений магістральний газопровід міжнародного значення.
Гляціологи висувають різні гіпотези щодо таких зрушень. Помічено, що льодовик проявляє активність періодично, тому його називають пульсуючим. За однією версією, причиною обвалів може бути природний нерівномірний рух різних шарів льодовика. За іншою, причиною серджів є донне танення, спричинене нагріванням підстилаючих гірських порід магмою, що піднялась близько до поверхні. Як відомо, Казбек належить до згаслих стратовулканів, однак останнім часом спостерігають його повільну активізацію.